# Адміністративний поділ Сент-Люсії

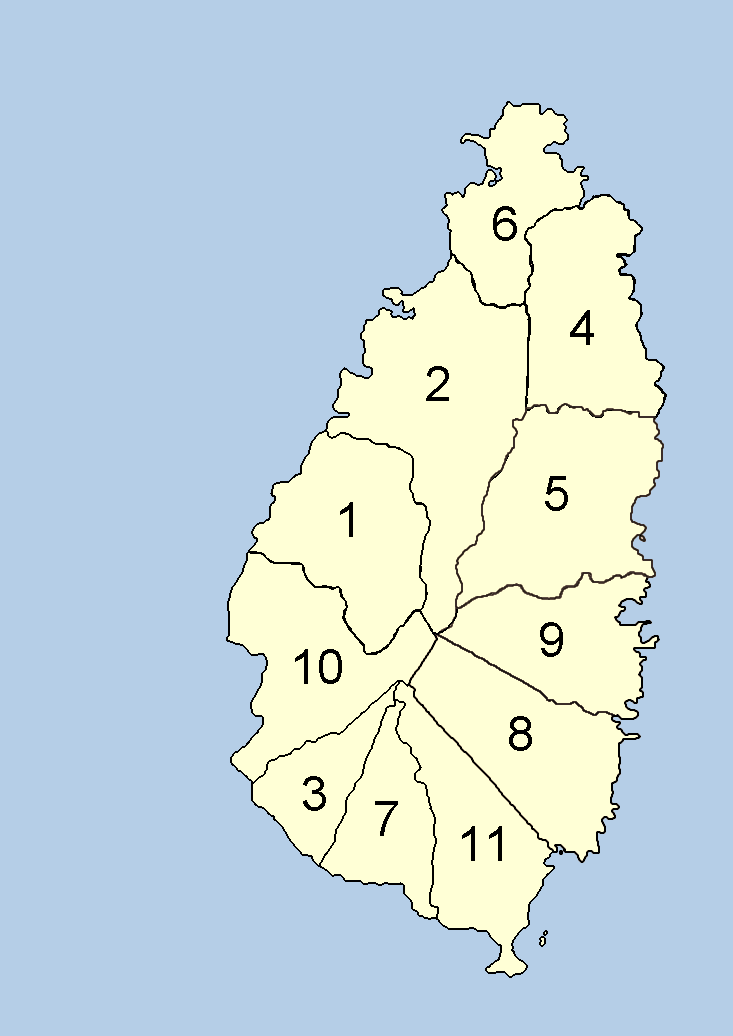
Адміністративний поділ Сент-Люсії

В адміністративному відношенні Сент-Люсія поділяється на 11 дистриктів. У кожному з них є органи місцевого самоврядування — міські та сільські ради та управління.

## Адміністративний поділ Сент-Люсії
1. Анс-Лавуа
2. Кастрі
3. Шуазель
4. Дофін
5. Деннер
6. Грос-Айлет
7. Лабори
8. Мікуд
9. Преслін
10. Суфрієр
11. Вйо-Фор